# Sułkowscy herbu Sulima
Sułkowscy – polska rodzina szlachecka pieczętująca się herbem Sulima. Do znaczenia doszła w XVIII wieku za sprawą Aleksandra Józefa Sułkowskiego, który był naturalnym synem króla polskiego Augusta II Mocnego i piastował wiele ważnych stanowisk w okresie panowania Augusta III. Właściciele ordynacji rydzyńskiej i księstwa bielskiego. Potomkowie Aleksandra Józefa Sułkowskiego posiadali prawo do dziedzicznych tytułów hrabiów, a następnie książąt Świętego Cesarstwa Rzymskiego Narodu Niemieckiego. Książęta bielscy z rodu Sułkowskich nosili niemiecki tytuł książęcy herzog.

## Polska rodzina magnacka Sułkowscy

Herb Sulima

### Pochodzenie rodu
Rodzina Sułkowskich, herbu Sulima, już w XVI wieku mieszkała w Sułkowie w mławskiem, 100 km na północ od Warszawy. Wieś nazywa się dzisiaj Sułkowo Borowe i tylko jeden słup pozostał z dawnego dworu. W pobliżu jest stary drewniany kościółek zbudowany w 1644 roku. Przez pierwsze cztery pokolenia jedynie najstarszy syn został odnotowany w księgach parafialnych.
- Paweł na Sułkowie, ur. w XVI w., żona Franciszka Maciejowska.
- Jan na Sułkowie, żona Katarzyna Dłuska.
- Sebastian Sułkowski, żona Barbara Radzymińska
- Stanisław Sułkowski, ur. w połowie XVII w., burgrabia krakowski, podstarości krzeszowski. Poślubił Elżbietę Szalewską w roku 1694 lub 1695, która, według kilku źródeł, miała syna Aleksandra Józefa z Augustem Mocnym, elektorem saskim (jako August Fryderyk I), który już wtedy zabiegał o tron polski (ogłoszony jako król August II w czerwcu 1697 na sejmie elekcyjnym).

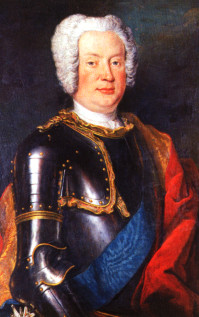
Anonimowy malarz saski, Portret Aleksandra Józefa Sułkowskiego, po 1734 r., zbiory Muzeum Okręgowego w Lesznie

Aleksander Józef Sułkowski (ur. 13 marca 1695 w Krakowie, zm. 21 maja 1762 w Lesznie) – był w młodych latach kompanem i faworytem Augusta III, syna Augusta Mocnego, pierwszym ministrem gabinetu saskiego w latach 1733–1738. 15 września 1737 otrzymał tytuł hrabiego rzeszy (Reichsgrafa), a w 1752 został uhonorowany przez cesarzową Marię Teresę tytułem księcia Rzeszy. W 1754 prawo używania tytułu książęcego rozszerzono na wszystkich członków rodu. W 1738 kupił od byłego króla Stanisława Leszczyńskiego wszystkie jego dobra w Rydzynie, Lesznie i okolicach. W 1752 kupił Zamek w Bielsku na Śląsku Cieszyńskim wraz z dobrami w bielskim wolnym państwie stanowym od spadkobierców Jana Sunnegha. W 1754 r. podniesiono państwo bielskie do rangi księstwa. 23 października 1728 poślubił hrabiankę Marię Franciszkę Stein zu Jettingen (1712–1741), z którą miał czterech synów i trzy córki:

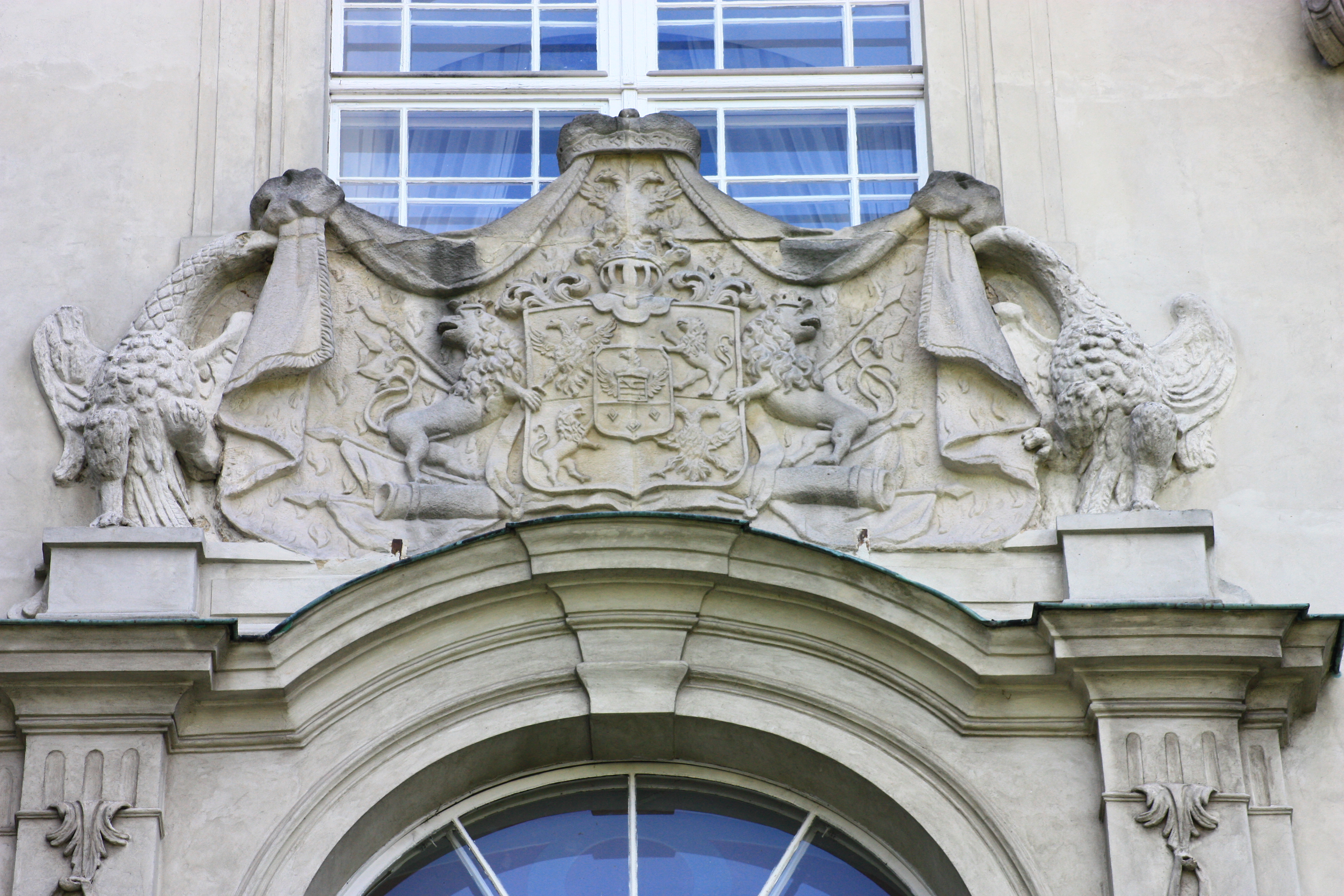
Kartusz z książęcą odmianą herbu Sulima na fasadzie zamku w Rydzynie

1. August Kazimierz Sułkowski (15 listopada 1729 – 7 stycznia 1786) – szambelan królewski, pisarz wielki koronny 1764, generał lejtnant wojsk koronnych, szef pułku ordynacji rydzyńskiej, marszałek Sejmu w latach 1775–1776. Ukończył rozbudowę zamku rydzyńskiego rozpoczętą przez jego ojca i stworzył Ordynację Rydzynską. Poślubił Ludwikę Mniszech w 1766. Nie mieli dzieci.
2. Aleksander Antoni Sułkowski (15 października 1730 – 21 września 1786) – generał lejtnant wojsk koronnych 1785, feldmarszałek wojsk cesarskich, starosta odolanowski. Poślubił Eleonorę Cetner w 1755. Nie mieli dzieci.
3. Franciszek Sułkowski (29 stycznia 1733 – 22 kwietnia 1812) – odziedziczył Księstwo bielskie i stworzył bielską linię rodziny Sułkowskich.
4. Antoni Sułkowski (11 czerwca 1734 – 16 kwietnia 1796) – stworzył linię rydzyńską rodziny Sułkowskich i dziedziczył klucze rydzyńskie i leszczyńskie.
5. Marianna (1728–1749) – w 1747 poślubiła Franciszka Jakuba Szembeka.
6. Joanna (1736–1800) – w 1750 poślubiła księcia Piotra Pawła Sapiehę.
7. Józefa Petronela (1737–1756) – w 1753 poślubiła Ignacego Potockiego z którym miała dwoje dzieci – Mariannę i Aleksandra.

### Tytuły i przywileje Aleksandra Józefa Sułkowskiego
- 22 sierpnia 1733 – od cesarza Karola VI otrzymuje dziedziczny tytuł hrabiego Świętego Cesarstwa Rzymskiego (niem. Reichsgraf

- projekt herbu hrabiowskiego Aleksandra Józefa Sułkowskiego zatwierdził cesarski cenzor heraldyczny Williama O'Kelly, zaopatrując opisem „Conformatum est statui comitum”
- 20 września 1733 – od cesarza Karola  VI otrzymuje inkolat (indygenat) na ziemiach Korony Czeskiej (w Czechach i na Śląsku) 1734 (data dzienna nieczytelna) – elektor Saksonii Fryderyk August II (także król Polski jako Augusta III) zezwolił Aleksandrowi Józefowi jako swemu urzędnikowi na przyozdobienie hrabiowskiego herbu godłem Saksonii, włączając go w ten sposób do elit politycznych swego państwa
  - Tarczę rodową Sulima wieńczyła teraz korona rangowa, hrabiowska, z dziewięcioma perłami, a labry przybrały barwę złoto-czarną i srebrno-czerwoną. Po bokach tarczy pojawiły się podtrzymujące ją dwa antytetyczne lwy, stojące na tylnych łapach. Na piersi półorła w górnym polu herbu pojawił się znak Saksonii. Możliwe, że już 2 sierpnia 1732 r. Sułkowski uzyskał pozwolenie na jego używane w rodowym klejnocie, w uproszczonej formie rucianej korony w kolorze zielonym. Prawo używania pełnego herbu Saksonii – pod koroną elektorską tarcza z pięcioma czarnymi i złotymi pasami, przedzielona na skos zieloną rutą – przyszło dopiero w 1734 r., po otrzymaniu tytułu hrabiowskiego

- 1749 – od króla Prus Fryderyka II otrzymał inkolat z uznaniem tytułu hrabiowskiego w Śląsku pruskim (dla tego okresu nie stosujemy jeszcze pojęcia linii rydzyńskiej)
- 26 lutego 1752 – nabył wolne państwo stanowe Bielsko (nie Bielsk, niem. Freiestandesherrschaft Bielitz) – terytorium liczące 210 km²  - miasto Bielsko (Bielitz) z wioskami Bronow (Braunau), Bystra (Śląska, Bistrai), Dziedzice (Dzieditz), Jasienica (Heinzendorf), Jaworze (Ernsdorf), Kamienica (Kamitz), Komorowice (Śląskie, Batzdorf), Ligota (Ellgoth), Mazańcowice (Matzdorf), Międzyrzecze (Kurzwald), Mikuszowice (Śląskie, Nikelsdorf), Stare Bielsko (Alt Bielitz), Wapienica (Lobnitz) i Zabrzeg
- 18 marca 1752 – z rąk cesarzowej Marii Teresy uzyskał tytuł księcia (niem. Fürst)w ziemiach Koronie Czeskiej
  - Dyplom w zbiorach Muzeum Historycznego w Bielsku-Białej

- 19 marca 1752 – Maria Teresa podniosła bielskie wolne państwo stanowe do rangi księstwa (niem. Fürstentum)
- 20 marca 1752 – Maria Teresa zezwoliła na przekształcenie dóbr bielskich w fideikomis oparty na zasadach niepodzielności majątku i dziedziczenia liniowego starszeństwem urodzenia (primogeniturae & linealis succesionis) – odpowiednik ordynacji
- 17 kwietnia 1752 – dzięki istniejącemu od 1746 roku cesarskiemu rozporządzeniu o wzajemnym przyznawania tytułów w Rzeszy i Czechach, otrzymał tytuł księcia Świętego Cesarstwa Rzymskiego (niem. Reichsfürst) od cesarza Franciszka I Stefana
  - Dyplom w zbiorach Muzeum Historycznego w Bielsku-Białej

- 1 lipca 1752 – oficjalne przejęcie dóbr na bielskim zamku (miejscowa szlachta, magistrat, mieszczaństwo i poddani z wiosek dominium złożyli homagium)
- czerwiec 1754 – zwraca się do Marii Teresy o tytuł książęcy (niem. Fürst) dla całej rodziny i podniesienie rangi księstwa (niem. Fürstentum do niem. Herzogtum)
- 5 sierpnia 1754 – cesarz Franciszek I Stefan rozszerzył tytuł książęcego (niem. Fürst) na potomstwo księcia bielskiego, synów: Augusta, Aleksandra, Franciszka, Antoniego i Kazimierza (z drugiego małżeństwa) oraz książęce córki: Joannę, Józefę, Petronelę oraz Teresę (z drugiego małżeństwa) 
  - Dyplom w zbiorach Muzeum Historycznego w Bielsku-Białej

- 2 listopada 1754 – cesarzowa Maria Teresa odrębnym dyplomem nadała Aleksandrowi Józefowi Sułkowskiemu dziedziczny tytuł książęcy (niem.)  Herzog, a potomnym dziedziczny tytuł książęcy (niem.) Fürst. Bielsko zostało księstwem wyższej rangi (niem. Herzogtum), potwierdzone zostały także zasady jego dziedziczenia, ukonstytuowane dwa lata wcześniej (Sułkowski został zrównany prawami na terenie Śląska Austriackiego z cesarzem Franciszkiem I Stefanem, lennym właścicielem księstwa cieszyńskiego oraz księciem Józefem Wacławem Lichtensteinem, właścicielem Opawy i Karniowa)
  - Dyplom w rękach spadkobierców Aleksandra Józefa Sułkowskiego – X księcia bielskiego

Od tego momentu A.J. Sulkowski tytułował się następująco:
Aleksander Józef z Sułkowa Borowego Sułkowski, książę Świętego Państwa Rzymskiego i książę (Herzog) na Bielsku, łowczy nadworny litewski, generał broni, najwyższy ochmistrz i pierwszy minister gabinetowy dworu Saskiego, starosta piaseczyński, odolanowski, nowodworski 

### Potomkowie Stanisława Sułkowskiego
Ta linia rodu nie nosi tytułów książęcych, a ich herbem jest Sulima.
Stanisław Sułkowski – właściciel majątku Sułkowo, miał z żoną Elżbietą Szalewską z Wągrowskich czworo dzieci:
1. Antoni (ok. 1700 – przed 1753)
2. Michał Sułkowski (ok. 1700–1747) – generał major saski w roku1744.
3. Stanisław (?-1749) – ksiądz-kanonik w Warszawie.
4. Elżbieta – poślubiła Jakuba Luba, potomka Kazimierza Nowosielskiego.

Antoni Sułkowski – pułkownik saski, starosta osomański. Poślubił Rozalię Rauz, z którą miał pięcioro dzieci:
1. Stefan – od 1740 kapitan wojsk cesarskich, od 1773 pułkownik wojsk koronnych.
2. Teodor (1728–1792) – od 1777 pułkownik wojsk cesarskich. W 1772 poślubił Julię Quelisk z którą miał jednego syna.
3. Kazimierz (1729–1805) – od 1757 podpułkownik wojsk koronnych, od 1770 pułkownik, a od 1780 generał major. W 1780 poślubił Ludwikę Przyjemską, ale nie ma informacji co do ich potomstwa.
4. Ignacy (1731–1795) – od 1763 stolnik bracławski, od 1777 generał major wojsk cesarskich, a od 1780 generał major wojsk koronnych. W 1764 poślubił Cecilię Schiefert, a w 1790 Józefę de Fernemont.
5. Helena – poślubiła Walentego Zbijewskiego.

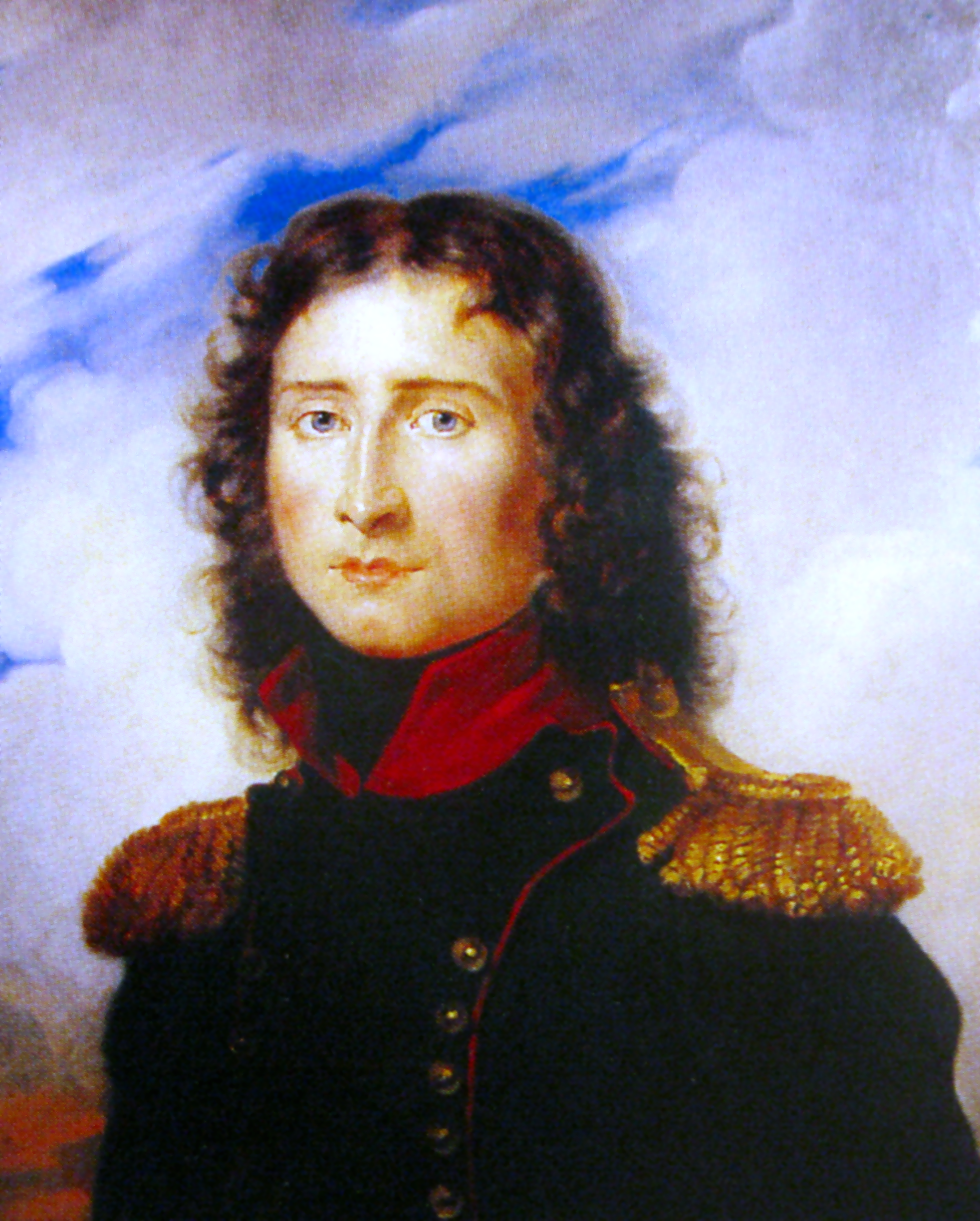
Aleksander Brodowski, Portret Józefa Sułkowskiego, ok. 1812, zbiory Muzeum Narodowego w Poznaniu

Józef Sułkowski (17 stycznia 1773 – 22 października 1798) – brał udział w polskiej wojnie z Rosją w 1792 i był jednym z pierwszych oznaczonych Orderem Virtuti Militari. Później wstąpił do wojsk napoleońskich i walczył w północnych Włoszech. Napoleon Bonaparte mianował go swoim adiutantem i awansował do rangi brygadiera. Walczył w Egipcie, gdzie zginął w walce z powstańcami pod Kairem 1798. Jego nazwisko jest wpisane na południowej kolumnie Łuku Triumfalnego w Paryżu. Nigdy nie był żonaty.

#### Późniejsze pokolenia Sułkowskich
- Tadeusz Sułkowski (15 października 1907 w Skierniewicach – 26 lipca 1960 w Londynie) – poeta, syn Tadeusza i Florentyny Konarskiej. Studiował literaturę na Uniwersytecie Warszawskim, a w 1933 zadebiutował tomikiem poezji „List do dnia”. Został ciężko ranny i wzięty do niewoli niemieckiej w bitwie nad Bzurą we wrześniu 1939. Przebywał m.in. w Murnau. Po zakończeniu działań wojennych dostał się do 2 Korpusu we Włoszech, a później do Londynu, gdzie zakończył służbę wojskową. Później był zarządcą i gospodarzem utworzonego w Londynie dla polskich artystów Domu Pisarza przy Finchley Road, gdzie mieszkał do śmierci. W 1961 opublikował tomik poezji „Dom złoty”, poza tym pisał w rozmaitych pismach polskich. Niepublikowane prace są przechowane w bibliotece Polish Institute of Arts and Sciences of America w Nowym Jorku.

### Książęta rydzyńscy
Książę Antoni Sułkowski (29 stycznia 1735 – 22 kwietnia 1796) – od 1757 pułkownik wojsk koronnych, później (1762) generał lejtnant wojsk koronnych, a od 1774 szef pułku ordynacji rydzyńskiej. W 1775 mianowany wojewodą gnieźnieńskim, w 1786 kaliskim, a w 1793 kanclerzem wielkim koronnym. W 1779 został odznaczony Orderem Orła Białego. Po bezdzietnej śmierci obu starszych braci w 1786 został ordynatem Ordynacji Sułkowskich. W 1766 poślubił hrabiankę Mariannę Działyńską, z którą rozwiódł się w 1781. W 1784 ożenił się z hrabianką Karoliną Bubna-Littitz, z którą miał jednego syna Antoniego Pawła:
Książę Antoni Paweł Sułkowski (31 grudnia 1785 w Lesznie-13 kwietnia 1836 w Rydzynie) – wystawiał na własny koszt pułk rydzyński. W armiach napoleońskich brał udział w kampanii polskiej w armiach napoleońskich w latach 1806–1807, hiszpańskiej 1808–1809, w 1810 został generałem brygady. W wojnie z Rosją 1812 był dowódcą brygady kawalerii w V Korpusie Poniatowskiego. W kampanii 1813 w Niemczech był generałem dywizji i przez krótki czas dowódcą VIII Korpusu. W 1808 w Warszawie ożenił się z Ewą Kicką (17861824) z którą miał pięcioro dzieci:
1. Taida Karolina (1811–1839) – wyszła za mąż za hrabiego Henryka Wodzickiego z którym miała jednego syna, Romana.
2. Helena Karolina (1812–1900) – w 1833 wyszła za mąż za hrabiego Henryka Potockiego, z którym miała czterech synów i dwie córki.
3. Ewa Karolina (1814–1881) – w 1838 wyszła za hrabiego Władysława Potockiego, z którym miała dwie córki.
4. Teresa Karolina (1815–1889) – w 1840 po śmierci siostry Taidy wyszła za mąż za hrabiego Henryka Wodzickiego, z którym miała trzech synów i dwie córki.
5. August Antoni Aleksander (1820–1882) – mąż Marii Mycielskiej.

Książę August Antoni Aleksander Sułkowski (13 grudnia 1820–1882) – członek dziedziczny pruskiej Izby Panów, kawaler maltański. 23 stycznia 1843 poślubił Marię Mycielską (1822–1891) z którą miał dzieci:
1. Antoniego Ryszarda Józefa (1844–1909)[4]
2. Józefa Stanisława (1845–1880)[5]
3. Elżbietę Barbarę Marię (1849–1869)[6]
4. Karola Stanisława Józefa (1850–1852)[7]

Książę Antoni Ryszard Józef Sułkowski (6 lutego 1844 w Rydzynie – 5 czerwca 1909 w Monachium) – 3 września 1872 poślubił w Brukseli hrabiankę Marię Emmę Gislana de Sanchez d’Alcantara (1852–1877) z którą miał dwóch synów:
1. Aleksander Józef Tomasz (1873 w Rydzynie – 1905 w San Remo) – dwukrotnie żonaty: w 1901 z Anielą Mycielską (1869–1902) i w 1903 z Marią Uznańską[4].
2. Franciszek (1874–1903)

Ponieważ obaj synowie zmarli bezpotomnie, rydzyńska linia książąt Sułkowskich wygasła po śmierci Antoniego Ryszarda w 1909 roku.

### Kalendarium dziejów ordynacji rydzyńskiej
- 1775 – August wraz z braćmi, Aleksandrem Antonim, Franciszkiem i Antonim, uzyskali zgodę sejmu rozbiorowego na utworzenie ordynacji rodowej w Rydzynie (odrębnej od starszego fideikomisu w Bielsku)
- 1776 – August wydał pierwszą wersję statutu ordynacji rydzyńskiej
- 1781–1783 – spór o status księstwa bielskiego (August i Antoni kontra Franciszek)
- 1783 – po kolejnych nieznacznych modyfikacjach podpisano ustawę ordynacyjną, wg której z wymarciem wszystkich potencjalnych spadkobierców określonych w ustawie ordynacja miała przejść na własność Komisji Edukacji Narodowej
- 1784 – ostateczny termin przystąpienia do ordynacji wyznaczony przez Augusta. Akcesu nie zgłasza Franciszek pozostający w sporze z Augustem, który umiera w styczniu 1786
- 1786 – w wyniku zapisu testamentalnego Aleksandra Antoniego – III księcia bielskiego i II ordynata rydzyńskiego (od stycznia do września 1786) – po jego śmierci dziedzicem księstwa bielskiego miał zostać Franciszek a ordynację rydzyńską miał przejąć  najmłodszy brat Antoni
- 1786 – umiera Aleksander Antoni i dochodzi do podziału na dwie linie rodowe, rydzyńską (wielkopolską) której III ordynatem zostaje Antoni i bielską (śląską), której IV księciem bielskim zostaje Franciszek
- 1786 – Franciszek zostając IV księciem bielskim po terminie zgłasza akces do ordynacji rydzyńskiej
- 13 lutego 1787 – Komisja skarbowa koronna rozstrzyga sprawę na niekorzyść Franciszka, przekreślając ostatecznie szanse ubiegania się jego zstępnych o majątek wielkopolski
- 2 września 1908 – umowa berlińska i uchwała familijna, na podstawie której Antoni Sułkowski – ostatni ordynat rydzyński, wraz z częścią agnatów tej linii, w zamian za różne formy gratyfikacji finansowych scedował prawa do ordynacji rządowi pruskiemu. Antoni uczynił to z powodu poważnego zadłużenia, z którego ów kompromis uwolniłby go, a porozumienie miało być utrzymane w tajemnicy przed pozostałymi, potencjalnymi spadkobiercami
- 15 czerwca 1909 – umiera ostatni przedstawiciel linii rydzyńskiej, książę Antoni Sułkowski
- 18 czerwca 1909 – książęta bielscy w osobie Alfreda Sułkowskiego, reprezentującego swojego przyrodniego brata Józefa Marię Sułkowskiego – VII księcia bielskiego, zgłosili – jak się okazało – nieskuteczne pretensje linii bielskiej do sukcesji dóbr wielkopolskich. Proces przed sądem pruskim został przez Sułkowskich przegrany

### Książęta bielscy
Książę Franciszek Sułkowski (Franciszek de Paula Józef Jan Nepomucen Antoni Padewski Jerzy Sułkowski, 29 stycznia 1733 w Dreźnie – 22 kwietnia 1812 w Wiedniu) – od 1786 IV książę bielski (IV Herzog von Bielitz) – twórca tzw. linii bielskiej rodu (Śląskiej, Austriackiej). Pułkownik w królewsko-polskim regimencie piechoty króla Stanisława Leszczyńskiego. W Rzeczypospolitej generał lejtnant wojsk koronnych, inspektor generalny piechoty i członek Komisji Wojskowej. Szef 6. Regimentu Pieszego Łanowego. W armii rosyjskiej generał major i generał lejtnant. Austriacki generał porucznik bez gaży i szef gwardii cesarskiej w Wiedniu. Konfederat Barski. Od 1759 starosta cudnowski. W styczniu 1776 Wielki Mistrz Zakonu Maltańskiego ustanowił go skarbnikiem, poborcą, kolektorem zarządca i syndykiem Przeoratu Polskiego, a od października został zwierzchnikiem komandorii św. Jana Chrzciciela. Nie przystąpił do stworzonej przez brata Augusta Sułkowskiego Ordynacji Rydzyńskiej. Odznaczony Orderem Marii Teresy (1757), Orderem Świętego Aleksandra Newskiego (1762) Orderem Świętego Stanisława (1774) i Orderem Orła Białego (1778).
13 stycznia 1759 poślubił Mariannę Strzemeską, primo voto Świeżawską (zm. 1770), która wniosła w wianie starostwo cudnowskie. Około 1774 poznał Judytę Bazzardi von Montbelli, córkę Józefa Bazzardi-Montbelli i Franciszki von Zingardi (Cingardi), którą poślubił 11 sierpnia 1776 we Włoszakowicach. Z tego związku pochodzili:
1. Aleksander Józef Sułkowski (1 marca 1775 w Warszawie – 28 lutego 1804 w Wiedniu). Porucznik w 6. Regimencie Łanowym Wojsk Koronnych i austriacki major w 2. Pułku Dragonów „Friedrich Fürst Hohenlohe-Ingelfingen”. Zmarł jako kawaler. Pochowany został na wiedeńskim cmentarzu św. Marka(inne języki).
2. Julianna Sułkowska (5 marca 1776 w Warszawie -18 kwietnia 1839 w Wiedniu). Żona Josefa Lothara Clemensa Metternicha von Winneburg (brata Klemensa Lothara von Metternicha). Zmarła bezdzietnie. Została pochowana w miejscowości Plasy (Plaß), na północ od Pilzna, w rodzinnym grobowcu Metternichów.
3. Jan Nepomucen Sułkowski (1777–1832). Od 1812 V książę bielski (V Herzog von Bielitz)

Książę Jan Nepomucen Sułkowski (ur. 23 czerwca 1777 we Włoszakowicach, zm. 9 listopada 1832 jako habsburski więzień w twierdzy Theresienstadt – Terezin). Od 1812 V książę bielski (V Herzog von Bielitz). Chorąży w 6. Regimencie Piechoty Wojsk Koronnych. Austriacki kapitan i szef batalionu w 28. Pułku Piechoty „Michael Freiherr von Fröhlich”. Od 1807 pułkownik francuski, podjął nieudaną próbę stworzenia Pułku Lekkokonnego na żołdzie francuskim (1. Pułk Huzarów Polskich). Rezydent wywiadu francuskiego (Bureau de Police secrete) we Wrocławiu i Wiedniu. 16 grudnia 1806 poślubił baronównę Luizę von Larisch-Nimsdorf (17 marca 1790 – 3 marca 1848 w Słupnej), która urodziła księciu trzech synów. W 1812, po śmierci pierwszego syna, książęca para celem zapewnienia sobie praw do księstwa bielskiego przysposobiła dwóch chłopców: Augusta o nieznanym nazwisku (uok. 1810 w Dreźnie – 30 marca 1822 w Pressburgu–Bratysławie) i Karola Maksymiliana Jana, syna Marianny Pawelczykówny (ur. 17 czerwca 1812 w Słupnej). Po narodzeniu prawowitych potomków -Ludwika i Maksymiliana, chłopcy zostali oddaleni.
1. Ludwik Maksymilian Jan Antoni Sułkowski (1807 – 24 października 1811 w Słupnej). Pochowany został przy kapliczce w Brzęczkowicach.
2. Ludwik Jan Nepomucen Sułkowski (1814–1879), VI książę bielski (VI Herzog von Bielitz)
3. Maksymilian Sułkowski (1816–1848) – Patrz poniżej

Książę Ludwik Jan Nepomucen Sułkowski (14 marca 1814 w Bielsku -18 lutego 1879 w Bielsku), VI książę bielski (VI Herzog von Bielitz). Austriacki podporucznik w 4. Pułku Ułanów „Kaiser Ferdinand”. Rewolucjonista i Komendant Bielskiej Gwardii Narodowej podczas Wiosny Ludów (1848). Miał czternastu potomków. Był dwukrotnie żonaty, jednak przed pierwszym związkiem jego kochanką była córka notariusza Maria Harry, która dała mu nieślubnego syna Ludwika Jana (1841–1906).
Z pierwszą żoną baronówną Anną von Dietrich miał jednego syna Józefa Marię Ludwika Sułkowskiego (1848–1920) VII księcia bielskiego (VII Herzog von Bielitz). Druga małżonka, szwajcarska mieszczka Maria Gemperle urodziła kolejnych dwanaścioro dzieci:
1. Taida Sułkowska (14 grudnia 1853 w New Bremen – 1918) – poślubiła Barona Lotara Unterrichter de Rechtental. Nie mieli dzieci.
2. Ludwik Sułkowski (1854–1880)
3. Alfred Sułkowski (17 listopada 1855 w New Bremen – 26 grudnia 1913 w Krakowie) – poślubił w Bielsku Charlotte Glass z którą miał dwie córki.
4. Aleksander Edward Sułkowski (1856–1929) – VIII książę bielski (VIII Herzog von Bielitz)
5. Antonina Sułkowska (1858–1910)
6. Stanisław Sułkowski (5 czerwca 1862 w Rohrschach, Szwajcaria – 18 stycznia 1940 w Tresternitz, Niemcy)
7. Paulina Sułkowska (1863–1889)
8. Zygmunt Sułkowski (1864–1865)
9. Gabriela Sułkowska (1866–1945) – poślubiła Adolfa Schmeisinga w Ebenfurth.
10. Wanda Sułkowska (1868–1930) – poślubiła w Wiedniu Raimunda Fuggera.
11. Edgar Sułkowski (1868–1954) – zmarł w Gmünden, Niemcy.
12. Wiktor Sułkowski (1870–1945)

Książę Maksymilian Sułkowski (6 kwietnia 1816 w Bielsku – 6 października 1848 w Wiedniu). Kadet w 5. Czeskim Regimencie Szwoleżerów ze sztabem w Essegg (Osijek). Fizylier w Legii Cudzoziemskiej. W trakcie Wiosny Ludów twórca oddziału powstańczego w Słupnej, a później uczestnik wydarzeń trzeciej rewolucji wiedeńskiej, stanął na czele jednego z rewolucyjnych oddziałów wiedeńskich mieszczan. Podróżnik i zbieracz nieznanych okazów przyrodniczych, zwłaszcza z zakresu entomologii. Odziedziczył po matce majątek Słupna–Brzezinka. Jego żoną była poślubiona na kontynencie południowoamerykańskim Kreolka Filippa Reaño (ok. 1824 w Republice Nowej Granady – 15 sierpnia 1844 w Wiedniu). Miał z nią jedynego syna Filipa Maksymiliana Sułkowskiego (30 września 1842 w Wiedniu – 4 czerwca 1850 w Słupnej).
Książę Aleksander Edward Sułkowski (8 grudnia 1856 w New Bremen – 2 września 1929 w Bielsku) – w 1890 poślubił baronesę Marię Moser von Ebreichsdorf (1872–1940) z którą miał 6 dzieci:
1. Wanda (1892 w Achau, Austria – 1948 w Bozen, Włochy) – w 1921 wyszła za Ottona Aufschnaitera.
2. Alexander Maria Ludwig Karol
3. Maria Theresa, ur. 1894, zm. ?
4. Maria Karolina, ur. 1895, zm. ?
5. Roman Edgar, ur. 1897 Tannenmüuhle, zm. 1940 w Wiedniu.
6. Maria Priska ur. 1902

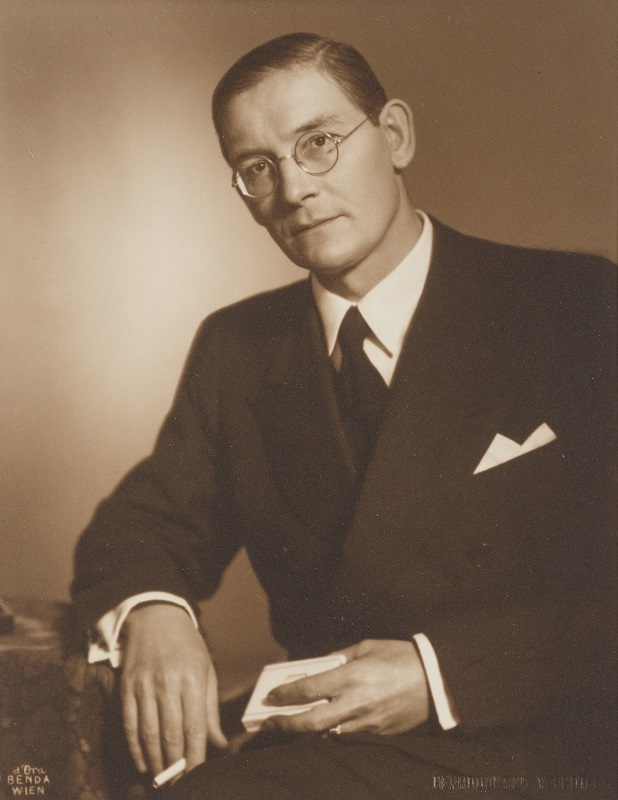
Aleksander Karol Ludwik Sułkowski, 1893 – 1956

Książę Aleksander Maria Ludwig Karol Sułkowski (15 lutego 1893 w Ebenfurth – 27 marca 1956 w Leoben) – w 1919 poślubił hrabiankę Feodorę Hardegg zu Glatz (rozwód w roku 1935). Mieli jedną córkę – Aleksandrę. W 1936 w Leoben ożenił się z Anną Mallinger (ur. 1899). Z tego związku w 1940 urodził się Aleksander Józef.
Książę Aleksander Józef Sułkowski (23 marca 1940 w Wiedniu) – w 1967 poślubił Lilianę Szczygiel, z którą się później rozwiódł. W 1973 ożenił się z Heleną Rajewską, z którą nie miał dzieci
Książę Edgar Sułkowski (8 stycznia 1868 w Bielsku – 6 września 1954 w Gmünden) – w 1902 poślubił Marię Gabrielę Khuen de Belasi (1880–1954), z którą miał troje dzieci:
1. Maria Emanuela Sułkowska
2. Edgar Karol Sułkowski
3. Karol Sułkowski

Edgar Karol Sułkowski (1901–1997) – w 1931 w Wiedniu ożenił się z baronessą Isą von Lichtenberg z którą miał dwie córki i jednego syna:
1. Eckhardt Edgar Sułkowski, ur. 1939 w Linzu (Austria) – w 1963 w Toronto (Kanada) ożenił się z Dorą Marguerite Hallett. Mają trzech synów, w tym Karola Edgara, ur. 1964 w Vancouver.

Karol Sułkowski (19 kwietnia 1913 w Grusbach – 9 października 1947 w Heider, Westfalia) – w 1942 poślubił Ruth Hauschild w Gmünden. Mają syna Byorga, urodzonego w 1943.
Potomkowie niektórych z tej linii żyją dzisiaj w Austrii, na Węgrzech, w Niemczech i w Ameryce Północnej.

## Zamki i pałace

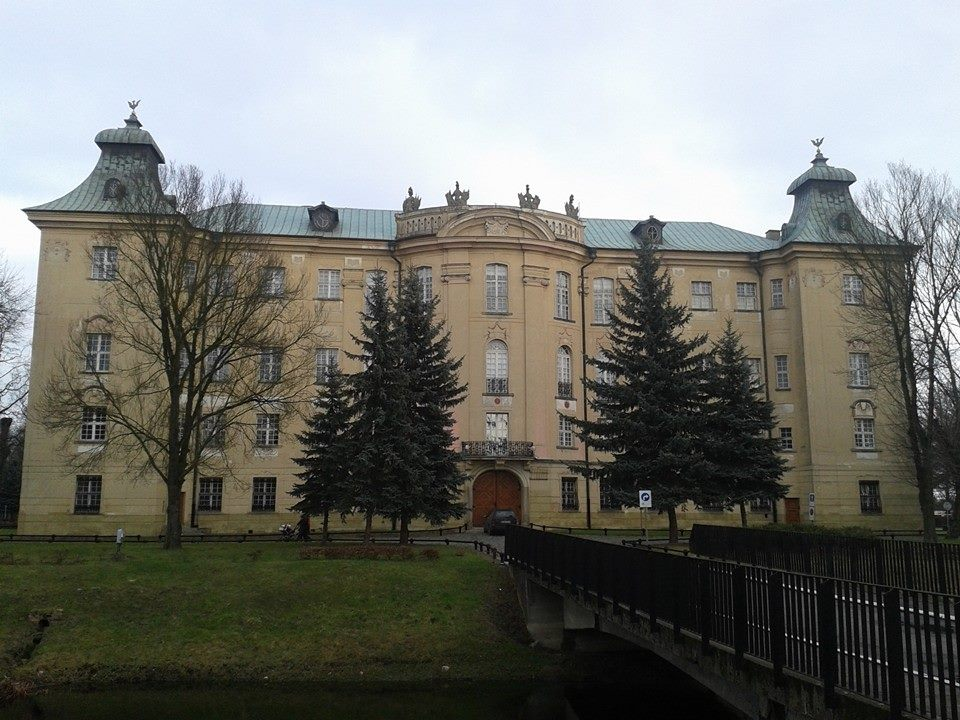
Zamek w Rydzynie
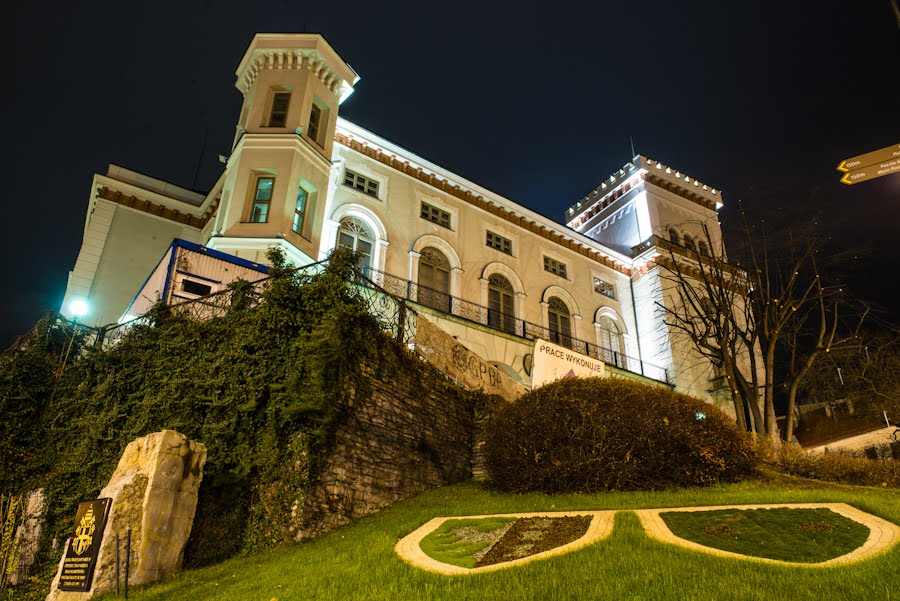
Zamek w Bielsku-Białej
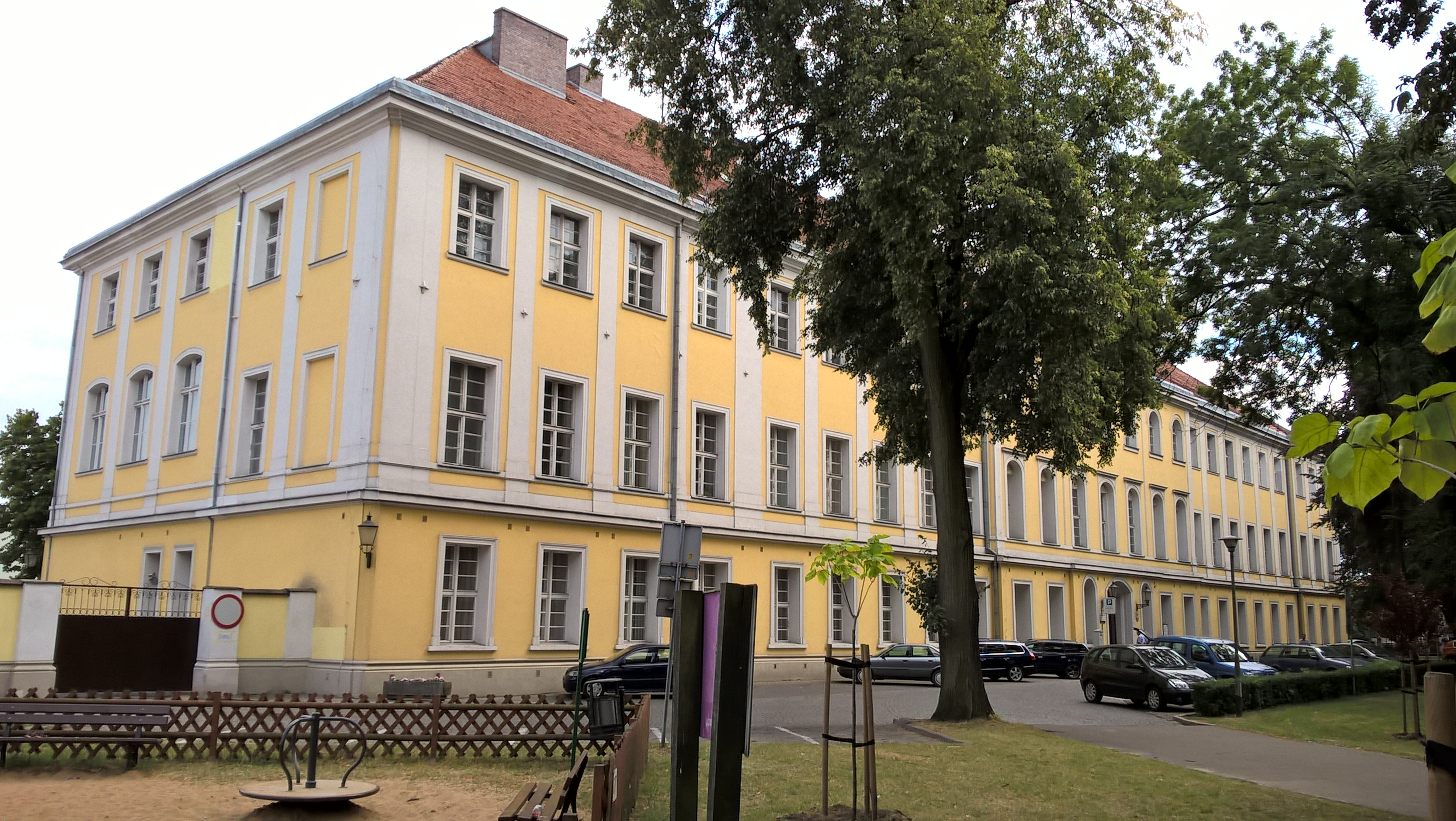
Pałac w Lesznie
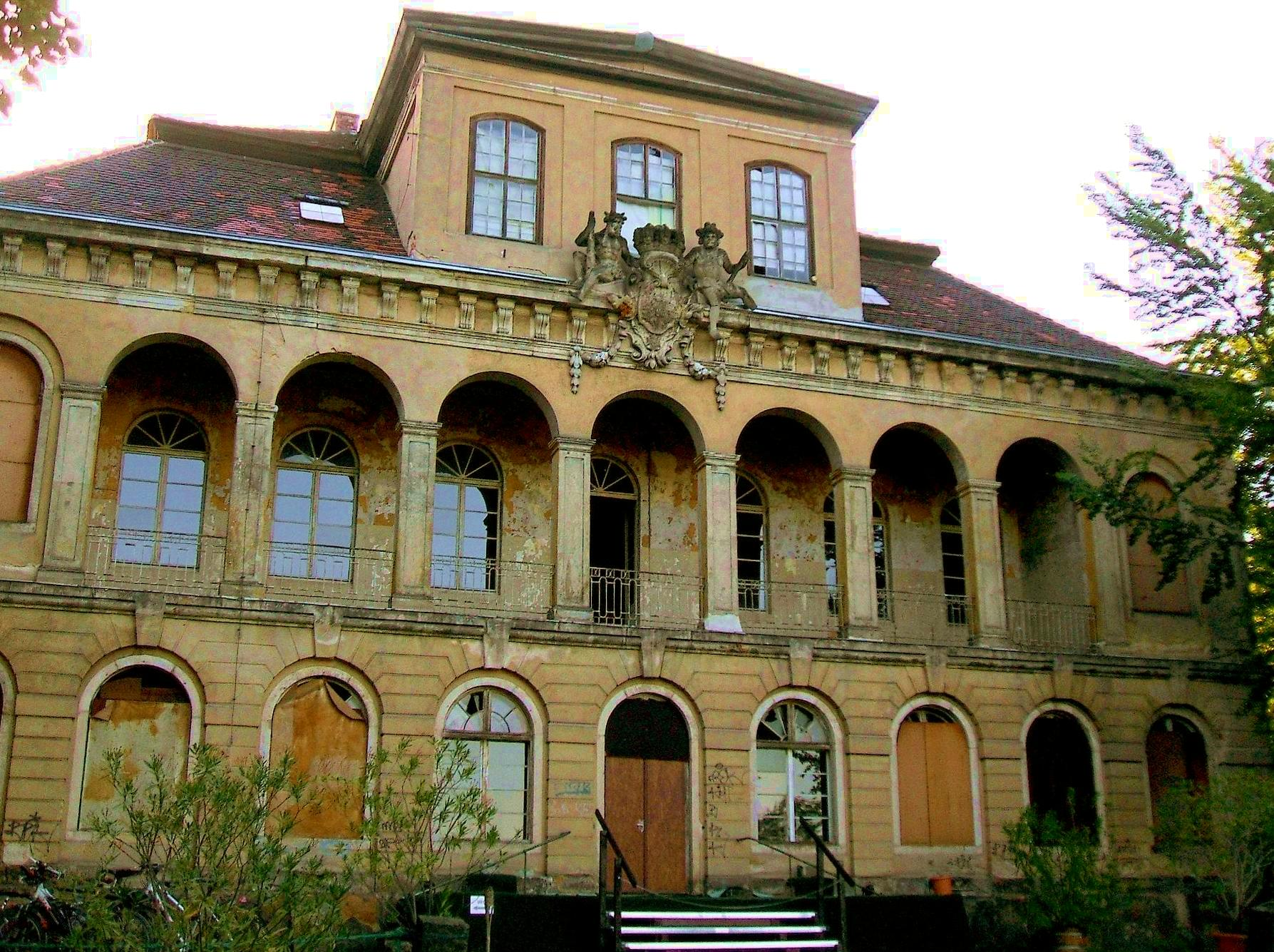
Zamek w Übigau
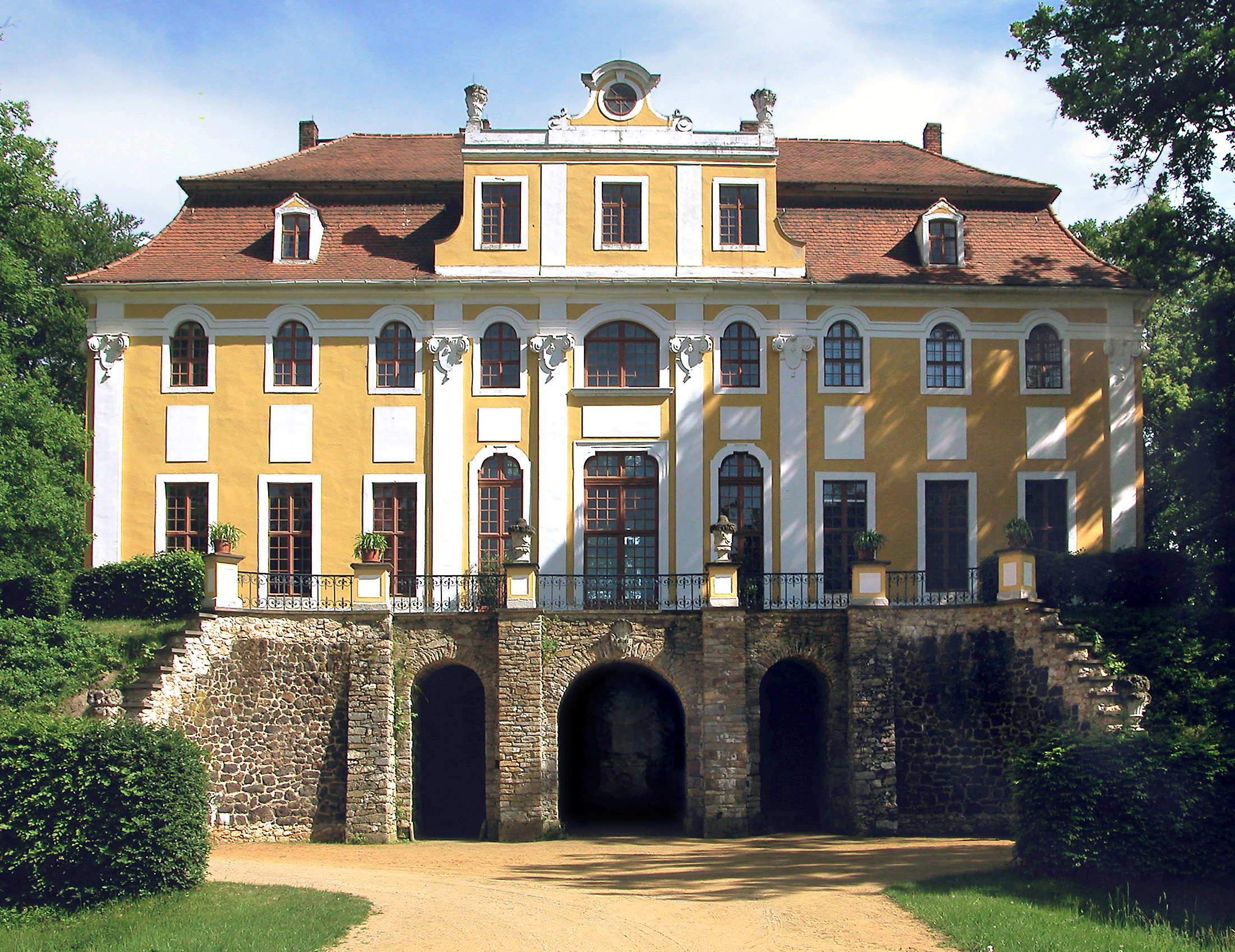
Zamek w Neschwitz
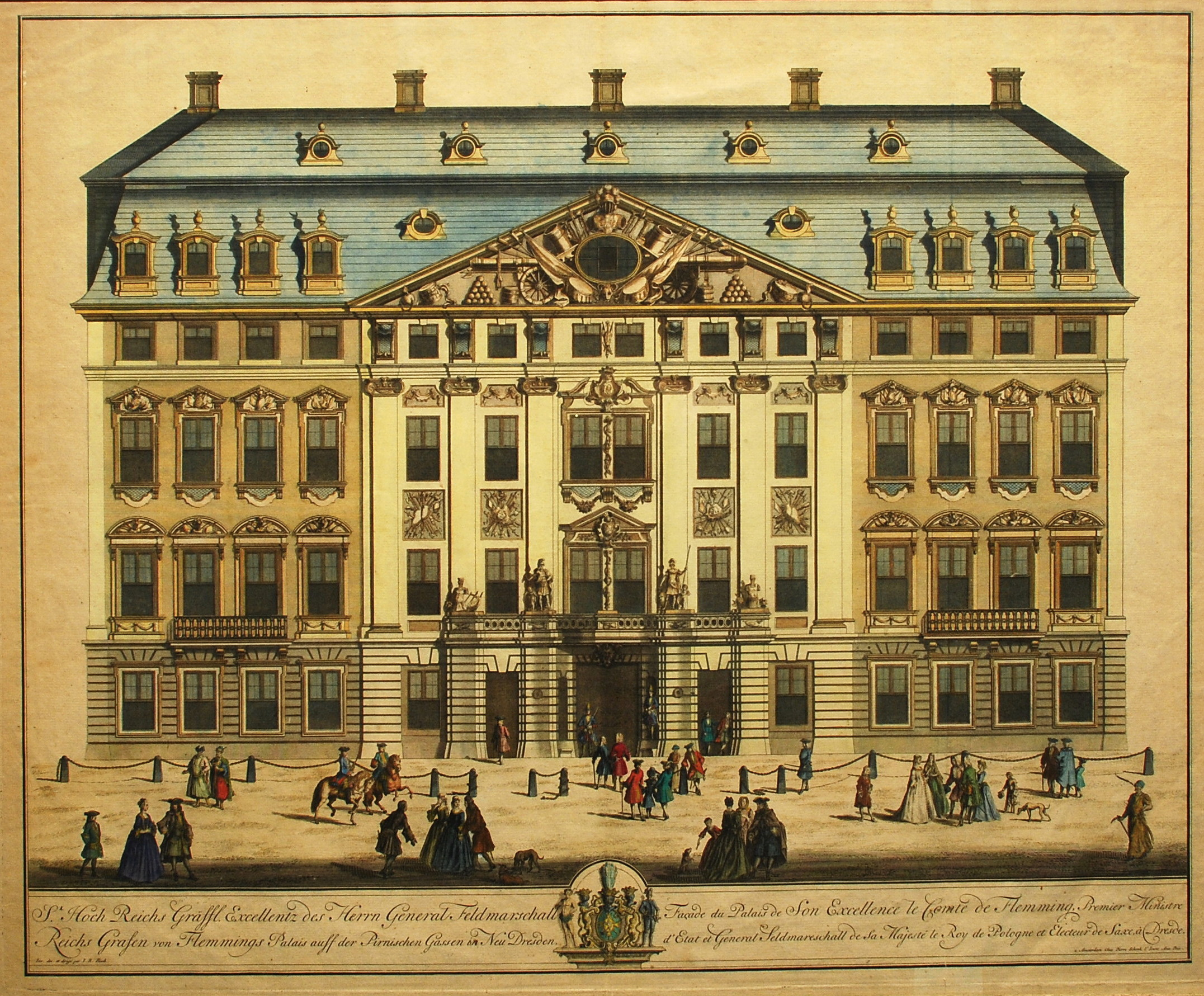
Pałac w Dreźnie (niezachowany)